# Гора (Грязовецкий район)
Гора — деревня в Грязовецком районе Вологодской области.
Входит в состав Комьянского муниципального образования, с точки зрения административно-территориального деления — в Ведерковский сельсовет.
Расстояние до районного центра Грязовца по автодороге — 38,5 км, до центра муниципального образования Хорошево по прямой — 12 км. Ближайшие населённые пункты — Зимняк, Надорожный Липовик, Кашино.
По переписи 2002 года население — 18 человек.